# Уништа (Вишеград)
Уништа (серб. Уништа / Uništa) — село в общине Вишеград Республики Сербской Боснии и Герцеговины. Население составляет 15 человек по переписи 2013 года.